# Couleuvre obscure
Pantherophis spiloides
Espèce
Synonymes
- Elaphis spiloides Duméril, Bibron & Duméril, 1854
- Elaphis holbrookii Duméril, Bibron & Duméril, 1854
- Scotophis confinis Baird & Girard, 1853

Pantherophis spiloides, la Couleuvre obscure, est une espèce de serpents de la famille des Colubridae. La photo de droite montre un couleuvre obscure juvénile. L'adulte est de couleur noire sur la moitié supérieur du corps.

## Répartition
Cette espèce se rencontre dans l'est des États-Unis et en Ontario au Canada.

## Publication originale
- Duméril, Bibron & Duméril, 1854 : Erpétologie générale ou histoire naturelle complète des reptiles. Tome septième. Deuxième partie, p. 781-1536 (texte intégral).